# مارینوس صوری
مارینوس صوری (به یونانی: Μαρῖνος ὁ Τύριος, Marînos o Týrios)، (به انگلیسی: Marinus of Tyre) زیسته (۷۰ تا ۱۳۰ میلادی) یک جغرافی‌دان یونانی عصر هلنیستی، نقشه‌کش و ریاضیدان، که جغرافیای ریاضی را پایه‌گذاری کرد و پایه‌های نفوذ جغرافیای (کلودیوس بطلمیوسی) را گسترش داد.

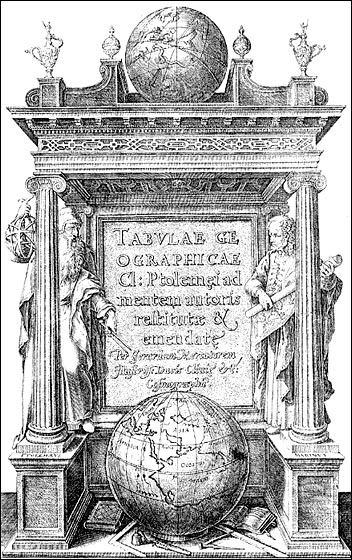
جلد کتاب Tabulae geographica (۱۵۷۸)،اثر بطلمیوس. هر دو بطلیموس و مارینوس صوری به احتمال زیاد به همین ترتیب، به تصویر کشیده شده‌اند.

مارینوس در اصل از ساکنان صور در استان رومی در سوریه بود. او و کارهایش برای بطلمیوس در گردآوری جغرافیای بزرگ کلودیوس بطلمیوس، یک منبع، الگو، و یک پیش‌کسوت است. زیرا که کارهای مارینوس به عنوان یک منبع برای جغرافیای بطلمیوسی خود استفاده کرده و بطلمیوس خود با اشاره و اذعان به این «دین بزرگ»، خود را مدیون او می‌داند. بطلمیوس گفته: مارینوس می‌گوید؛ طبقهٔ بازرگانان به طور کلی تنها در پی رسیدن به کسب و کار خود هستند، و چندان علاقه‌ای به اکتشاف ندارند، و اغلب به خاطر همان دلبستگی که دارند در مورد فاصله‌ها مبالغه و مباهات می‌کنند.